# Ощадливість
Ощадливість (також розважливість, економність, бережливість) — система дій, які зумовлюють помірні витрати будь-яких ресурсів; ощадливе витрачання, використання чого-небудь; ощадливість, економність.

## В античності
Аристотель не розглядав ощадливість як чесноту, вважаючи спартанську ощадливість крайністю; його більше приваблювала щедрість, яка займає проміжне місце між пороками скупості та марнотратства.
Римляни додали ощадливість (лат. Frugalitas) до списку своїх чеснот, характеризуючи її як економію і зовнішню простоту, без скупості.

## У Новий час
Ощадливість впевнено увійшла до списку «буржуазних чеснот» у трохи зміненому значенні, як належне планування витрачання грошей. Джон Лок, наприклад, вважав, що джентльменові слід вивчити бухгалтерію.